# Dacia 1300
La Dacia 1300 est un modèle automobile produit par le constructeur roumain Dacia, pratiquement identique à la Renault 12 à ses débuts, et produite sur le site de Pitești de 1969 à 1984.

## Histoire

### Dacia, un nouveau constructeur automobile

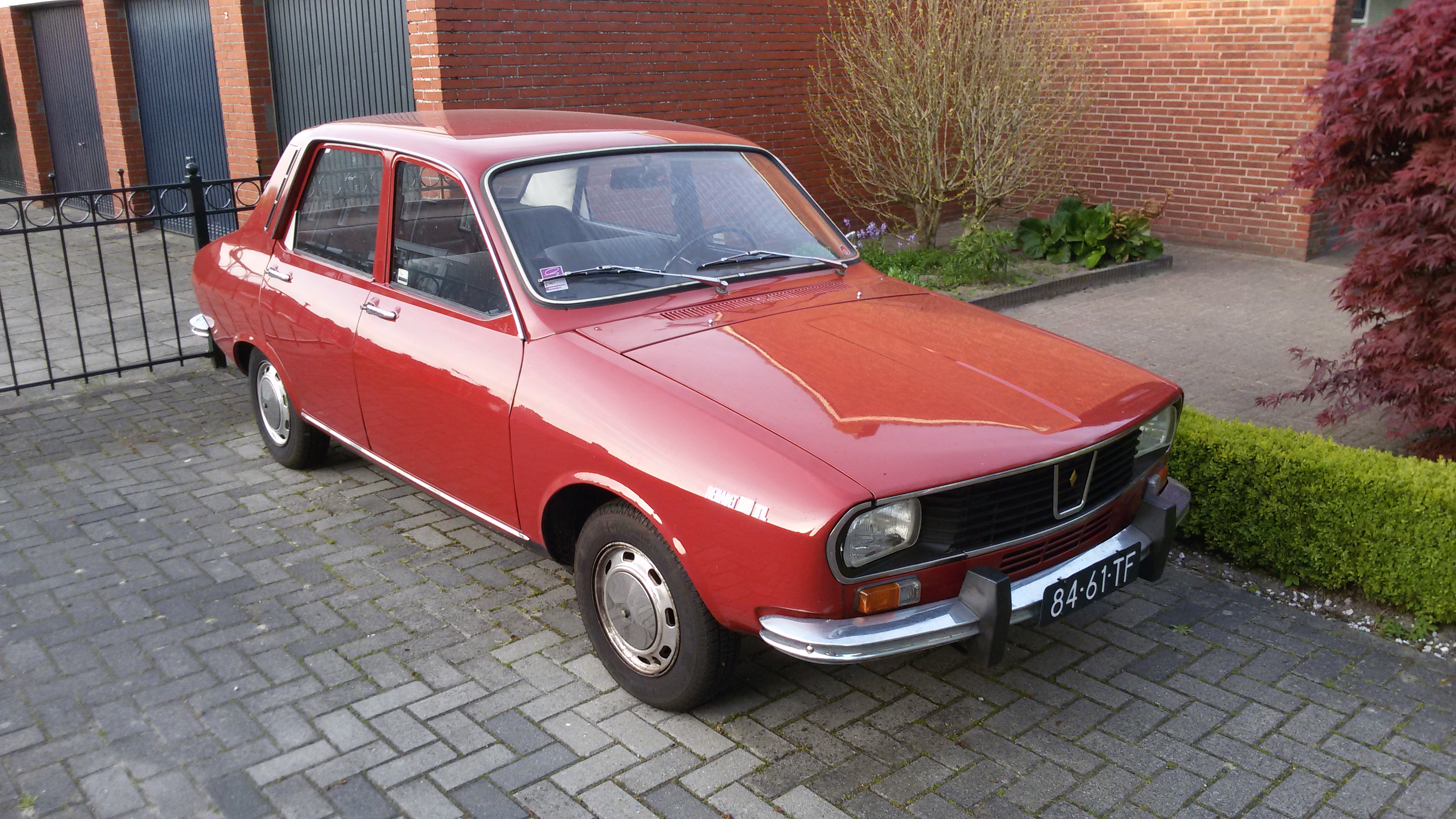
Celle qui a servi de base à la 1300 : la Renault 12

Dans les années 1960, les pays socialistes d’Europe de l’Est commencent à vouloir développer leur industrie automobile, voire la créer. Mais pour cela, ils doivent faire appel aux grands groupes de l’Ouest, beaucoup plus avancés technologiquement. C’est dans ce contexte que Fiat « aide » Zastava en Yougoslavie, FSO en Pologne, ou encore VAZ (Lada) en Union soviétique.
En Roumanie, le gouvernement choisit finalement la Régie Renault, et signe en 1966 un contrat avec le constructeur français prévoyant la production près de Bucarest de la future berline au losange : la Renault 12.
Ces voitures, construites par la société UAP (« Uzina de Autoturisme Pitești ») dans la ville de Pitești, située à une centaine de kilomètres de la capitale, seront appelées « Dacia », en référence au nom antique de la Roumanie : la Dacie.
En 1969, alors que Renault présente sa nouvelle R12 au Salon de Paris, la Dacia 1300 est dévoilée lors de la Foire de Bucarest : elle est identique à la berline française, aux logos et enjoliveurs près. Sa production en série débute le 20 août 1969.

### Une multitude de dérivés

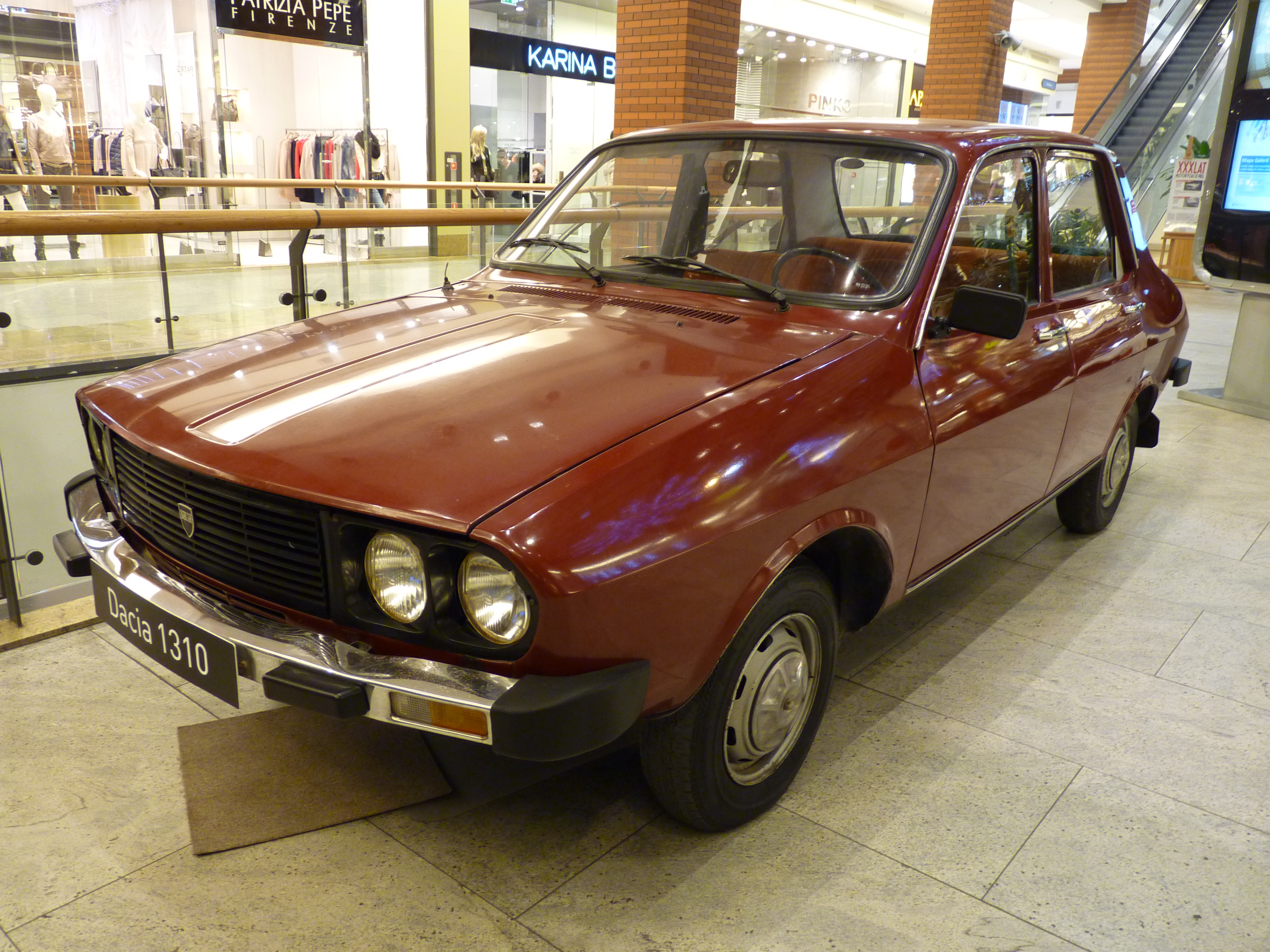
Dacia 1310

Trois ans plus tard, le break 1300 apparaît, calqué sur la Renault 12 éponyme. Il restera par ailleurs très discret jusqu’au milieu des années 1980.
En 1975, Dacia s’affranchit quelque peu de Renault en proposant le pick-up 1302, qui sera produit en petite série jusqu’en 1983.
Le restylage intervient en 1979, soit 10 ans après la sortie de la voiture. La calandre en plastique mou contient désormais quatre phares ronds, et les feux arrière sont beaucoup plus gros : la 1310 est née.
En 1981, la gamme s’enrichit d’un surprenant coupé baptisé 1410 Sport, équipé d’un 1400 de 65 ch. Il sera produit à environ 5 000 exemplaires jusqu’en 1992, après avoir été restylé au milieu des années 1980.

## Tentatives d’exportation

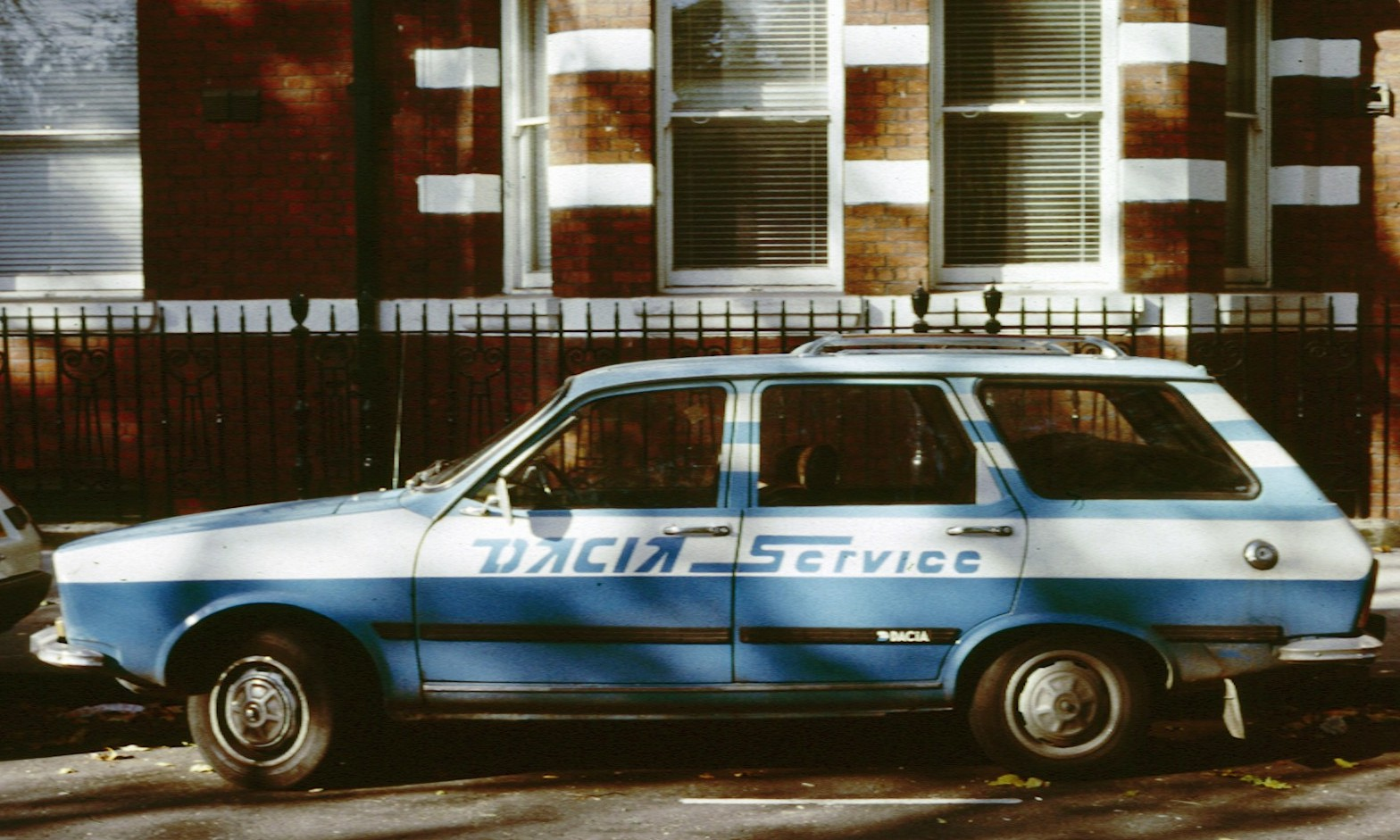
Dacia 1300 Break Britannique « DACIA Service »

Vers la fin des années 1970, les dirigeants de Dacia tentent d’imposer leur voiture sur les marchés Ouest-européens, comme la Belgique. Seulement 631 exemplaires sont immatriculés entre 1978 et 1980, puis 45 entre 1985 et 1990 : cruelle déception pour la marque roumaine. Il faut dire que les concurrentes de l’époque sont déjà bien installées, qu’elles s’appellent Lada 2105, Wartburg 353, FIAT-Polski 125p ou encore Škoda 120. Mêmes échecs au Royaume-Uni en 1982 (quelques dizaines de « Dacia Denem » y ont été écoulées), au Canada, ou encore en France (57 immatriculations entre 1982 et 1987). Plus exotique, les Dacia ont également été vendues en Afrique et en Amérique du Sud, où leur robustesse était toujours appréciée. En Europe, on notera tout de même l’honnête carrière des 1300 sur le marché grec, toujours très réceptif aux modèles « de l’est » à prix très abordable.

## Production
Entre 1969 et 2006, 2 278 691 Dacia 1300 et dérivés ont été produites, dont 1 716 660 berlines quatre portes, 203 107 breaks, 318 969 pick-up, 7 822 berlines 5 portes, et 5 141 coupés 1410. La 1300 représente plus de 90 % des Dacia produites avant la Logan (y compris donc la 1100, la Nova, la SupeRNova et la Solenza), un chiffre expliquant très bien pourquoi elle est encore si courante dans son pays d’origine.

## Dans la culture populaire

### Jeux vidéo
- PUBG: Battlegrounds (2017), la Dacia 1300 est jouable et trouvable sur les cartes Erangel et Vikendi[2].
- Medal of Honor: Warfighter (2012), non jouable.
- The long drive (2018) jouable[réf. nécessaire].